# Landfors

Landfors är en liten ort belägen på södra sidan av Byskeälven 15 km utanför Byske. Landfors har fyra bofasta och två sommarstugor.